# De Gouden Kooi
De Gouden Kooi was een Nederlands televisieprogramma waarin een groep kandidaten langdurig in een luxe villa werd opgesloten. De laatst overgebleven kandidaat kon die villa winnen en minimaal € 1 miljoen. Deelnemers konden afvallen doordat ze werden weggepest, om een persoonlijke reden, of doordat ze werden weggestemd door hun medespelers of door het publiek.
Het realityprogramma is ontwikkeld door John de Mol in 1997. Het programma telde 1 seizoen, dat liep van 2006 tot mei 2008. Oorspronkelijk was het te zien op de Nederlandse zender Tien (voorheen Talpa). Na het opheffen van Tien werd het op RTL 5 uitgezonden. Op 22 mei 2008 werd de finale uitgezonden. Deze werd gewonnen door Jaap Amesz.

## Geschiedenis

### Oorsprong
Het idee voor het programma ontstond op 4 september 1997 tijdens een brainstormsessie in het bedrijfspand van John de Mol. Hierbij waren aanwezig De Mol, Patrick Scholtze, Bart Römer en diens broer Paul Römer.
Het idee hield in dat men zes deelnemers een jaar lang zou opsluiten in een luxe villa, waarna de overgebleven winnaar een miljoen euro zou krijgen. Het was een smeltkroes van verschillende zaken: het toentertijd lopende Biosphere 2-experiment in de woestijn van Arizona (acht mensen opgesloten in een kunstmatige, zelfvoorzienende koepel), het Amerikaanse televisieprogramma The Real World (waarin een livesoap zich afspeelde met echte bewoners) en het van oorsprong Zweedse programma Expeditie Robinson (waarin een groep moest overleven op een onbewoond eiland en er één winnaar overbleef). Daarnaast wilde men het element van de webcam toevoegen, geïnspireerd door Amerikanen die deze in hun huis installeerden zodat de buitenwereld alles kon volgen.
Dit alles tezamen leidde tot een concept waarin een groep mensen ongeveer honderd dagen in een huis met camera's werd opgesloten. Zij konden worden gevolgd op internet en via een dagelijkse compilatie-uitzending op televisie. Het resulteerde in 1999 in de formule van Big Brother. In 2006 pakte De Mol het oorspronkelijke idee weer op. Hij haalde het oude idee weer uit de kast om een groep mensen langdurig in luxe op te sluiten. Zo werd vanaf oktober 2006 het oorspronkelijke idee van Big Brother onder de titel De Gouden Kooi uitgezonden.

### Debat
Producent Römer had er in 1999 mede voor gezorgd dat het concept van mensen een jaar lang opsluiten niet doorging, en dat enkel de "afgezwakte" Big Brothervariant van drie maanden werd uitgevoerd, omdat het anders ethisch onverantwoord zou zijn. De deelnemers zouden stapelgek worden en het programma verlaten. Op de vraag of dat dan geen fantastische televisie zou opleveren, antwoordde hij in het opinieblad De Groene Amsterdammer: "Nou, misschien wel, maar het levert ook nog eens tien zieke mensen op. En wij hebben altijd gezegd: wat we ook doen, mensen gaan gezond het huis in en ze moeten ook weer gezond het huis uit komen. Dat is zowel een menselijke als een economische overweging. Ongelukken zouden immers het einde van het programma betekenen."
Zeven jaar later lieten De Mol deze overweging los en stond niet langer de verantwoordelijkheid voor het welzijn van de deelnemers voorop. Dit leidde onvermijdelijk tot maatschappelijke commotie. Vanaf de lancering waren er vanuit de media en de maatschappij serieuze bedenkingen tegen het langdurig opsluiten van deelnemers. Ophef ontstond ook over het "wegpest"-element, omdat mensen tot elkaar veroordeeld waren en slechts degene die het over een periode van minimaal een jaar het langste uithield, de villa plus een royale som geld won.
Ook de deelnemersselectie was onderwerp van discussie. Deze leidde op 4 oktober 2006 zelfs tot kamervragen, omdat een van de deelnemers, een gescheiden vrouw, de zorg voor haar twee kleine kinderen overdroeg aan familie die geen voogdijschap bezat. Een andere deelnemer, docent Engels Eveline Klaassen, bleek haar opzegtermijn van drie maanden niet nagekomen te zijn en haar examenklassen op het Berechja College op Urk na twee weken in de steek gelaten te hebben. Tot slot rezen er problemen over de villa zelf - vóór afgifte van de bouwvergunning zou al gebouwd zijn en er zou geen gemeentelijke controle zijn over wat er verbouwd was.

### Start
De kick-off uitzending van De Gouden Kooi op zondag 1 oktober 2006, na het voetbalprogramma 'De Wedstrijden', trok 914.000 kijkers. Het programma begon met negen kandidaten, die de keuze kregen om uit drie personen die in het huis kwamen ter beoordeling er één toe te voegen. Dit werd Sylvia.
De eerste uitzendweek schommelden de kijkcijfers tussen de 350.000 en de 500.000 kijkers. De volgende maanden schommelden zij elke dag rond de 350.000. Vanaf 1 januari 2007 groeide de populariteit week na week. Tussen januari en augustus liepen de kijkcijfers op tot gemiddeld 500.000 kijkers. Het programma scoorde vooral goed onder jongeren: De Gouden Kooi was elke dag goed voor marktaandelen van 25-30 procent in de leeftijdsgroep van 20 tot 34 jaar. Onder 16- tot 24-jarigen liep dit aandeel zelfs op richting de 40 procent.
Ondanks deze groei bleef het programma kritiek krijgen. In juli 2007 riepen de regeringspartijen CDA en ChristenUnie bedrijven op geen reclamespotjes te plaatsen rond De Gouden Kooi. Tweede Kamerlid Joop Atsma van het CDA noemde het programma, waarin mensen elkaar het huis uit proberen te pesten, te walgelijk voor woorden: "Ik kan het niet verbieden, maar wel hopen dat het door gebrek aan adverteerders een stille dood sterft."
Op 24 juli 2007 begon er online een actie om De Gouden Kooi van de buis af te halen. Een dag later, op 25 juli 2007, begonnen fans van het programma een tegengestelde actie om het zo lang mogelijk op televisie te houden.
In de zomer van 2007 ging het televisiestation Tien over in RTL 8. De Gouden Kooi ging over naar RTL 5. In reactie op de acties voor en tegen het voortbestaan van De Gouden Kooi kwam RTL met het volgende compromisvoorstel: er zou in de uitzendingen geen verbaal of fysiek geweld meer te zien zijn, en zij zouden stoppen met live streams. Talpa Media hield de streams echter in stand, omdat de rechten bij haar lagen en niet bij RTL.
Op RTL 5 keken elke avond gemiddeld 500.000 mensen naar De Gouden Kooi. De herhaling vlak voor middernacht trokken dagelijks  300.000 kijkers. De kritiek verstomde, en onder jongeren verwierven het programma en zijn deelnemers een cultstatus. Het won de eerste MSN/Spits Award in de categorie meest populaire reallifesoap; meer dan 150.000 mensen stemden voor De Gouden Kooi.

### De finale
Op 3 maart 2008 werd bekend dat De Gouden Kooi op 22 mei 2008 zou stoppen.
De halve finale op 15 mei 2008 werd door 1,2 miljoen kijkers bekeken. De finale een week later werd door 1,6 miljoen kijkers bekeken. De finale werd gepresenteerd door Bridget Maasland en Rutger Castricum. Hoewel Brian Kubatz favoriet was en meer stemmen van het publiek kreeg, werd hij gewonnen door Jaap Amesz. Hij won ongeveer € 1,3 miljoen.

## Deelnemers

### Finalisten
| Plaats    | Naam   | Geboortedatum    | Verblijf                                                                  |
| --------- | ------ | ---------------- | ------------------------------------------------------------------------- |
| Winnaar   | Jaap   | 6 september 1982 | 26 februari 2007 - 23 mei 2008                                            |
| 2e plaats | Brian  | 14 april 1981    | 23 sep 2006 - 23 mei 2008                                                 |
| 3e plaats | Amanda | 15 december 1987 | 1 feb 2007 - 23 mei 2008                                                  |
| 4e plaats | Huub   | 25 december 1981 | 2 okt 2006 - 2 okt 2006 11 dec 2006 - 4 feb 2007 9 feb 2007 - 23 mei 2008 |

### Overige deelnemers
Hieronder staat een lijst met de overige deelnemers van De Gouden Kooi, de persoon die het kortst eruit is staat bovenaan en wordt gevolgd door personen die er langer uit liggen.
| Bewoner          | Geboortedatum    | Duur verblijf                                     | Reden vertrek                                 |
| ---------------- | ---------------- | ------------------------------------------------- | --------------------------------------------- |
| Claire           | 5 januari 1984   | 5 jan 2008 - 13 mei 2008                          | Vrijwillig vertrokken voor € 25.000           |
| Lieke            | 10 oktober 1983  | 2 mei 2007 - 23 jan 2008                          | Vrijwillig vertrokken                         |
| Nadia            | 11 juni 1985     | 29 juni 2007 - 3 dec 2007                         | Vrijwillig vertrokken                         |
| Dennis           | 23 oktober 1982  | 21 juni 2007 - 29 nov 2007                        | Wegens wangedrag gediskwalificeerd            |
| Natasia          | 26 februari 1974 | 23 sep 2006 - 26 juli 2007                        | Weggestemd                                    |
| Eric             | 19 juli 1981     | 13 februari 2007 - 19 juni 2007                   | Vrijwillig vertrokken                         |
| Nicolaas (Niels) | 27 november 1967 | 23 sep 2006 - 2 nov 2006 9 apr 2007 - 17 mei 2007 | Wegens wangedrag gediskwalificeerd Weggestemd |
| Sylvia           | 11 augustus 1977 | 2 okt 2006 - 29 apr 2007                          | Vrijwillig vertrokken                         |
| Bart             | 25 mei 1979      | 23 sep 2006 - 22 feb 2007                         | Vrijwillig vertrokken                         |
| Ilona            | 30 juli 1961     | 23 sep 2006 - 5 feb 2007                          | Vrijwillig vertrokken                         |
| Nathanael        | 31 mei 1972      | 22 nov 2006 - 4 feb 2007                          | Wegens wangedrag gediskwalificeerd            |
| Nena             | 31 maart 1987    | 23 sep 2006 - 1 feb 2007                          | Wegens wangedrag gediskwalificeerd            |
| Eveline          | 10 oktober 1981  | 25 sep 2006 - 11 dec 2006                         | Vrijwillig vertrokken                         |
| Stephan          | 22 augustus 1964 | 25 sep 2006 - 30 nov 2006                         | Weggestemd                                    |
| Angelique        | 13 november 1961 | 25 sep 2006 - 3 nov 2006                          | Weggestemd                                    |
| Noussayr         | 10 mei 1985      | 2 okt 2006 - 4 okt 2006                           | Weggestemd                                    |

### Verblijfstabel
| Deelnemer | sep06 | okt06 | nov06 | dec06 | jan07 | feb07 | mrt07 | apr07 | mei07 | jun07 | jul07 | aug07 | sep07 | okt07 | nov07 | dec07 | jan08 | feb08 | mrt08 | apr08 | mei08 |
| --------- | ----- | ----- | ----- | ----- | ----- | ----- | ----- | ----- | ----- | ----- | ----- | ----- | ----- | ----- | ----- | ----- | ----- | ----- | ----- | ----- | ----- |
| Jaap      |       |       |       |       |       |       |       |       |       |       |       |       |       |       |       |       |       |       |       |       |       |
| Brian     |       |       |       |       |       |       |       |       |       |       |       |       |       |       |       |       |       |       |       |       |       |
| Amanda    |       |       |       |       |       |       |       |       |       |       |       |       |       |       |       |       |       |       |       |       |       |
| Huub      |       |       |       |       |       |       |       |       |       |       |       |       |       |       |       |       |       |       |       |       |       |
| Claire    |       |       |       |       |       |       |       |       |       |       |       |       |       |       |       |       |       |       |       |       |       |
| Lieke     |       |       |       |       |       |       |       |       |       |       |       |       |       |       |       |       |       |       |       |       |       |
| Nadia     |       |       |       |       |       |       |       |       |       |       |       |       |       |       |       |       |       |       |       |       |       |
| Dennis    |       |       |       |       |       |       |       |       |       |       |       |       |       |       |       |       |       |       |       |       |       |
| Natasia   |       |       |       |       |       |       |       |       |       |       |       |       |       |       |       |       |       |       |       |       |       |
| Eric      |       |       |       |       |       |       |       |       |       |       |       |       |       |       |       |       |       |       |       |       |       |
| Nicolaas  |       |       |       |       |       |       |       |       |       |       |       |       |       |       |       |       |       |       |       |       |       |
| Sylvia    |       |       |       |       |       |       |       |       |       |       |       |       |       |       |       |       |       |       |       |       |       |
| Ilona     |       |       |       |       |       |       |       |       |       |       |       |       |       |       |       |       |       |       |       |       |       |
| Nena      |       |       |       |       |       |       |       |       |       |       |       |       |       |       |       |       |       |       |       |       |       |
| Bart      |       |       |       |       |       |       |       |       |       |       |       |       |       |       |       |       |       |       |       |       |       |
| Nathanael |       |       |       |       |       |       |       |       |       |       |       |       |       |       |       |       |       |       |       |       |       |
| Eveline   |       |       |       |       |       |       |       |       |       |       |       |       |       |       |       |       |       |       |       |       |       |
| Stephan   |       |       |       |       |       |       |       |       |       |       |       |       |       |       |       |       |       |       |       |       |       |
| Angelique |       |       |       |       |       |       |       |       |       |       |       |       |       |       |       |       |       |       |       |       |       |
| Noussayr  |       |       |       |       |       |       |       |       |       |       |       |       |       |       |       |       |       |       |       |       |       |

## Verloop
Natasia zorgde binnen en buiten het huis voor ophef, omdat zij haar twee kinderen had achtergelaten bij haar vriend. Bart werd vrij spoedig verliefd op de paardenverzorgster Lesley. Nicolaas zorgde voor commotie, omdat hij zich van meet af aan tegendraads opstelde en in de problemen kwam met de programmamakers toen Talpa zijn verdiende € 47.000 niet overmaakte op zijn rekening. Hij besloot in de nacht van 2 november het huis te verlaten. Een dag later werd Angelique weggestemd door haar medebewoners. Op 22 november kwam Nathanael in het huis. Op 30 november werd Stephan unaniem weggestemd. Op 11 december besloot Eveline het huis uit te gaan nadat zij zich geruime tijd niet goed voelde. Op dezelfde dag kwam Huub, die al eerder een dag in het huis was, terug in het huis.
Op 1 februari 2007 werd Nena door de productieleiding van het programma uit de villa verwijderd, omdat ze Brian een trap had gegeven nadat hij haar beledigde tijdens een ruzie over een gerucht dat ze seks met Huub zou hebben gehad. Slechts enkele dagen daarvoor had ze tijdens een dronken bui seks met Brian gehad. Nena werd ogenblikkelijk vervangen door haar vriendin Amanda. In de nacht van 4 februari hadden Nathanael en Huub ruzie met fysiek geweld, waarna de productie heeft bepaald dat Nathanael per direct zijn koffers moest pakken, zijn borg was hij kwijt. Even later werd ook Huub uit de villa gezet nadat hij had bekend Nathanael een schop te hebben gegeven, maar volgens sommige kijkers is dit niet het geval geweest. Ilona voelde zich door al het "geweld" in het huis niet meer op haar gemak en is op 5 februari vrijwillig vertrokken. Huub, gesterkt door een grote internet-achterban, verzocht bij de programmaleiding om een nadere bestudering van het voorval. Dit leidde ertoe dat hij op 9 februari 2007 weer werd toegelaten tot de villa.
Twee nieuwe deelnemers, studenten Eric en Jaap, maakten in februari hun entree in het huis. Deelnemer Jaap staat in De Gouden Kooi onder meer bekend om zijn excentrieke uitspraken, zoals "Dat is toch fokking niet normaal!".
In de nacht van 26 april op 27 april 2007 ging het totaal de verkeerde kant op tussen Brian en Huub. Huub lag samen in bed met Amanda (de vriendin van Brian), waardoor Brian heel erg kwaad werd. Huub werd aan zijn haren getrokken. Huub sloeg Brian, die op zijn beurt Amanda spuugde en sloeg. De productie was bang dat het incident verder uit de hand zou lopen, bovendien was Brian niet meer voor rede vatbaar. Brian en Natasia zijn daarom die nacht in een hotel gaan slapen en keerden pas de volgende dag aan het begin van de middag terug. Hoewel fysiek geweld een exit betekent, had het slaan en spugen voor Huub en Brian geen consequenties. De productie trok zelf het boetekleed aan en meende dat ze zelf niet strikt genoeg geweest waren in het handhaven van de regels. Eerder waren ook kopstoten, spugen en het vernielen van persoonlijk eigendom niet bestraft. De deelnemers zijn wel met het voorval geconfronteerd door het productieteam van De Gouden Kooi en John de Mol. Het productieteam beloofde de regels in het vervolg strenger te handhaven.
Op 29 april 2007 verliet Sylvia De Gouden Kooi omdat ze zich niet meer prettig voelde in de villa. Door veel kijkers werd Sylvia als een van de normaalste personen van het programma beschouwd. Sylvia werd vervangen door personal trainer Lieke die voor haar deelname aan De Gouden Kooi schoonmaker was in de villa. Reeds als schoonmaakster startte Lieke een relatie met de bij het publiek populairste bewoner Huub. Deze relatie zette zij als bewoner voort.
Op 18 juni 2007 maakte bewoner Eric bekend dat hij het huis ging verlaten op 19 juni. Hij werd dermate gepest dat hij het niet meer aankon om langer in de villa te blijven. Hij werd vooral door de deelnemers Jaap en Huub ontzettend getreiterd. Eric werd vervangen door de 24-jarige Dennis. Een week na zijn binnenkomst kwam de achtste en laatste miljonair de villa in, namelijk Nadia. Zij verving de laatste plaats en er is geen kans dat er nog een miljonair bij komt, tenzij er één vroegtijdig opstapt.
In het weekend van 14  op 15 juli werden er nieuwe complotten gesmeed. Dit leidde tot grote ruzies tussen twee groepen, namelijk Huub en Lieke tegen Amanda, Brian, Dennis, Jaap, Nadia en Natasia. De groep van zes was van plan om verschillende acties uit te halen met bewoonster Lieke om zo kandidaat Huub uit te lokken tot fysiek geweld. Op 15 juli ging het goed fout toen Lieke door drie bewoners werd meegenomen en kandidaat Huub door drie anderen werd geblokkeerd. De volgende ochtend werd er voor het team van zes (Amanda, Brain, Dennis, Jaap, Nadia en Natasia) een straf uitgedeeld, de kandidaten kregen allemaal een boete die inhield dat er 1000 euro van hun borg werd ingehouden en 100.000 euro van hun eventuele winnende prijzengeld afgetrokken. Ook maakte het productieteam van De Gouden Kooi bekend dat er geen boetes of sancties meer zullen komen, alleen nog verwijdering uit de villa.
Dinsdag 17 juli 2007 beweerde Jaap opdrachten te krijgen van de redactie van De Gouden Kooi om het spectaculairder te maken. Toen Jaap dit op de livestreams vermeldde, werden volgens kijkers opeens de livestreams uitgeschakeld. Tien ontkende de beweringen van Jaap. "Het lijkt alsof Jaap zijn pijlen nu op de programmamakers heeft gericht", aldus een zegsman van de omroep.
Op 26 juli 2007 werd bewoonster Natasia unaniem weggestemd door haar medebewoners, ze verliet nog dezelfde avond de villa.
Begin oktober 2007 liep het opnieuw uit de hand in het huis, toen Natasia als gast op bezoek kwam en daarbij Lieke vol in het gezicht sloeg. De beelden hiervan zijn enkel op het internet gepubliceerd. Natasia werd daarop direct uit het huis verwijderd.
Op 27 oktober spraken Jaap en Huub met elkaar over de manier hoe Lieke zich de Gouden Kooi in heeft 'geneukt'. Na een diepgaand gesprek tussen Jaap en Huub ging Jaap naar Lieke toe om haar een peptalk te geven. Het bleek dat Jaap niet de volledige waarheid sprak en het leek erop alsof Jaap zijn eigen dekking op verschillende manieren veilig probeerde te stellen. Enerzijds door de miljonairs aan zijn kant te krijgen door 'roddel en achterklap' naar de tegenstander, anderzijds door het uitspelen van Huub tegen Lieke en andersom.
Huub twijfelt aan de strenge en niet oprechte regels van de Gouden Kooi en Lieke vertelt aan Huub dat zij de aandoening SAD heeft. In de Gouden Kooi schijnt zij hier minder last van te hebben door de verlichting (LUX). De miljonaire heeft veel verdriet door de woorden van Huub en is zichtbaar aangeslagen.
Op 23 november 2007 kwam er een nieuwe gastspeelster in de villa: Selène (ex-Beauty and the Nerd-deelneemster). Dennis was al eerder die week met haar naar een filmpremière geweest. Voordat ze de villa werd ingelaten werd een filmpje geshowd waarin Dennis en Selène lief en close met elkaar deden. Nadia baalde als een stekker, al helemaal toen Selène nog geen minuut later de villa inkwam.
De periode tot de volgende ontslagronde op 29 november 2007 gebeurde er veel. Nadia werd jaloers en kon Selène niet uitstaan, dit gold ook bij Selène. Dennis kwam aardig onder vuur te liggen in de groep. Al snel werden kwade plannen gesmeed. Huub, Jaap en Lieke hadden het idee om te zorgen dat Nadia met Huub zou zoenen. Eerder was er al een plan van Nadia om met Huub te zoenen, om hiermee Lieke jaloers te maken. Op 27 november 2007 was het eindelijk zover. De plannen van Huub en Nadia werden uitgevoerd. Na een lief onderonsje tussen de twee besloten de twee even te zoenen, om hiermee anderen jaloers te maken. Het plan van Huub lukte, Dennis baalde als een stekker, maar Nadia had haar doel niet bereikt, Lieke wist namelijk dat het met voorbedachten rade was. De dag erna vertelde Nadia dat ze Dennis liet vallen en ze hem er de volgende dag zou uitstemmen. Dennis was hier echter niet blij mee en vertelde dat hij Nadia eruit zou stemmen.
Op 29 november 2007 was de ontslagronde voor deelnemer Dennis. Deze werd wel gehouden, maar omdat hij vóór deze ontslagronde al wist dat hij unaniem het huis zou worden uitgestemd, sloopte hij een camera tijdens de stemming. Vanwege deze daad moest hij verplicht het spel verlaten. Niet veel later, op 2 december 2007, verliet Dennis' vriendin Nadia de villa. Zij had haar 24 uur aangevraagd omdat ze Dennis (die zich eerder wegens een overtreding diskwalificeerde) miste. Ze verliet de villa vrijwillig en kon daardoor niet vervangen worden.
Op 15 december 2007 zat miljonair Huub één jaar "gevangen in luxe". Hierdoor mocht hij van De Gouden Kooi op die dag 8 uur op verlof om daarna terug te keren in de villa. Alleen wist Huub niet zeker of hij terug zou keren. Hij vroeg de avond ervoor zelfs zijn 24 uur aan. Het leek er even op dat hij echt niet zou terugkomen, want diezelfde middag belde Huub naar Jaap om te vertellen dat hij niet terugkwam. Jaap moest van Huub de koffers van Huub pakken. Jaap deed dit echter niet. Om acht uur verliep de 24 uur en Huub was er nog steeds niet, toch kwam hij terug. Om half elf diezelfde avond kwam hij met z'n ex-vriendin terug in de villa. Zijn ex-vriendin (Hedda) mocht unaniem blijven slapen van de miljonairs. Huub heeft die avond lopen rollebollen met Hedda, tot ongenoegen van zijn ex-vriendin Lieke.
Op 5 januari 2008 kwam er een nieuwe bewoonster in de villa: Claire. Ze nam de plaats in van Dennis die op 29 november 2007 de villa verplicht moest verlaten wegens vandalisme. Claire is de zuster van Big Brother 4-deelnemer Bram Recourt. Op 23 januari 2008 verliet kandidaat Lieke vrijwillig De Gouden Kooi, zij koos voor haar familie in plaats van het geld en de villa.
Op 9 februari 2008 werd bekendgemaakt dat ex-miljonairs Dennis en Nadia een kind verwachten; Nadia heeft mede vanwege haar zwangerschap de villa verlaten in december.
Op 3 maart 2008 werd onder de miljonairs bekendgemaakt dat De Gouden Kooi op 22 mei 2008 zal ophouden te bestaan. Dit bericht werd emotioneel ontvangen door de miljonairs. Miljonairs Jaap, Amanda en Huub hebben de tranen niet in kunnen houden. Volgens RTL komt er een waardige opvolger voor De Gouden Kooi, mogelijk gehouden in dezelfde villa.
Op 27 maart 2008 vroeg bewoner Huub zijn vriendin, met wie hij toen een maand een relatie had, ten huwelijk. Claire zei 'ja'. Begin april ging het stel in ondertrouw. Bedoeling is dat het stel voor het einde van DGK in het huwelijk treedt.
Nadat bekend werd dat Huub en Claire gingen trouwen, lag het koppel onder vuur van de andere bewoners, die stelden dat het huwelijk nep was en slechts bedoeld voor de show. De gemoederen liepen hoog op, waarbij bewoner Jaap ook Claires moeder beledigde. Dit was voor de vader van Claire, Ron Recourt, aanleiding om verhaal te halen bij de redactie. Op 13 april 2008 verscheen er een artikel in de Telegraaf van de hand van Wilma Nanninga waarin Ron Recourt uiting geeft aan zijn ongenoegen. De familie van Claire neemt telefonisch contact met haar op om haar ervan te overtuigen dat zij De Gouden Kooi moet verlaten. Claire geeft geen gehoor aan deze smeekbede. De redactie verbreekt het telefonisch contact met de familie van Claire. Kort nadien staat de familie van Claire bij De Gouden Kooi op de stoep. Jaap moet zijn excuses maken en hem wordt verboden de familie van Claire nogmaals te belasteren. De ruzie tussen de redactie en de familie Recourt wordt bijgelegd. Dit incident haalt de landelijke pers. Het is voor het eerst sinds de start van De Gouden Kooi dat familie zich zo nadrukkelijk in het programma mengt. Op 22 mei won Jaap van Amanda, Huub en Brian. Huub ging als eerste weg in de finale, toen volgde Amanda. Uiteindelijk won Jaap de Gouden Kooi met 50,93% van de stemmen.
De finalisten, Jaap, Brian, Amanda en Huub overnachtten de nacht van 22 mei tot 23 mei in de villa, en vertrokken uit de grote villa in Eemnes rond de middaguren. Het officiële verblijf van de bewoners duurde dus tot 23 mei, en niet tot 22 mei. Wat aanvankelijk eerst werd gedacht. Op 23 mei vertrokken eerst Brian en Amanda, gevolgd door Huub en Claire. Als laatste vertrok de winnaar van De Gouden Kooi. Jaap. Omdat hij de winnaar van het programma was, kreeg hij het recht om meubilair uit het huis mee te nemen naar zijn eigen huis. Dit heeft Jaap ook gedaan. Nadat al zijn spullen en meubilair waren ingeladen, vertrok Jaap ook voor goed uit De Gouden Kooi.

## Na de Gouden Kooi
Het concept van De Gouden Kooi werd verkocht aan twee landen, namelijk de zender ABC uit de Verenigde Staten en een onbekende zender uit Denemarken. In beide landen werd het programma uiteindelijk niet geproduceerd, onder meer vanwege de hoge kosten.

### Belastingheffing
De Hoge Raad oordeelde op 11 mei 2012 dat de winnaar uit 2008 een prijs had verdiend, waarop loonbelasting/ premie volksverzekeringen diende te worden ingehouden.

### Villa
Nadat de winnaar de villa niet kon winnen en De Gouden Kooi afliep werd de villa meerdere malen verbouwd en voor andere televisieprogramma's gebruikt. In het najaar van 2008 werd de villa gebruikt voor het RTL 5-programma Can't Buy Me Love. Van 5 april 2010 tot in het najaar van 2018 werd de villa gebruikt voor de opnames van het RTL 4-programma Koffietijd. Sinds het voorjaar van 2020 wordt het SBS6-datingprogramma Lang leve de liefde opgenomen in de villa.